# جورجوس ساماراس
جورجوس ساماراس (یونانی: Γιώργος Σαμαράς؛ زادهٔ ۲۱ فوریهٔ ۱۹۸۵) بازیکن فوتبال پیشین اهل یونان است.
وی برای تیم ملی فوتبال یونان ۸۱ بازی انجام داده و ۹ گل به ثمر رسانده‌است. پست تخصصی این بازیکن نیز، مهاجم است.

## افتخارات

### باشگاهی
سلتیک
- لیگ برتر فوتبال اسکاتلند: ۰۸–۲۰۰۷، ۱۲–۲۰۱۱، ۱۳–۲۰۱۲، ۱۴–۲۰۱۳
- جام حذفی فوتبال اسکاتلند: ۱۱–۲۰۱۰، ۱۳–۲۰۱۲